# Dendrolycosa icadia
Dendrolycosa icadia là một loài nhện trong họ Pisauridae.
Loài này thuộc chi Dendrolycosa. Dendrolycosa icadia được Ludwig Carl Christian Koch miêu tả năm 1876.